# توخلا-اسدا
توخلا-اسدا (به لاتین: Tuchla-Osada) یک منطقهٔ مسکونی در لهستان است که در Gmina Laszki واقع شده‌است.